# Stephen Webb (Physiker)
Stephen Webb (* 1963 in Middlesbrough) ist ein britischer Physiker und Autor populärwissenschaftlicher Werke. 

## Leben
Webb studierte Physik an der University of Bristol und University of Manchester und wurde in Theoretischer Physik promoviert.
Unter anderem verfasste Webb eine Sammlung von 75 möglichen Lösungen für das Fermi-Paradoxon.

## Werke
- Measuring the Universe. The Cosmological Distance Ladder. Springer, 1999.
- Out of This World. Colliding Universes, Branes, Strings, and Other Wild Ideas of Modern Physics. Springer, 2004.
- New Eyes on the Universe – Twelve Cosmic Mysteries and the Tools We Need to Solve Them, 2012.
- If the Universe is Teeming with Aliens … Where is Everybody? Seventy-Five Solutions to the Fermi Paradox and the Problem of Extraterrestrial Life. Springer, 2. Auflage 2015. (2002 als: Fifty Solutions to the Fermi Paradox and the Problem of Extraterrestrial Life.)
- All the Wonder that Would Be. Exploring Past Notions of the Future. Springer, 2015.
- Clash of Symbols. A Ride Through the Riches of Glyphs. Springer, 2018.